# Odontiochaete alba
Odontiochaete alba é uma espécie de fungo pertencente à ordem Cantharellales.